# Operation Rubikon (Film)
Operation Rubikon ist ein deutscher, zweiteiliger TV-Polit-Thriller von Thomas Berger aus dem Jahr 2002. Das Drehbuch wurde geschrieben von Andreas Pflüger. Die Erstausstrahlungen der beiden Teile erfolgten am 22. und 23. Mai 2002 auf ProSieben.
Die Handlung des Films hat keinen Zusammenhang zur realen, nachrichtendienstlichen Operation Rubikon (1970–1993), die namentlich erst 2020 bekannt wurde.

## Handlung
Die junge Staatsanwältin Sophie Wolf (Maria Schrader) wird mit einem Fall von illegaler Waffenlieferung betraut und arbeitet mit dem BKA zusammen. Richard Wolf (Hilmar Thate), BKA-Präsident, ist ihr Vater. Im Verlauf der Ermittlungen wird ihr Verhältnis einer harten Belastungsprobe unterzogen. Gemeinsam wird eine Sondereinheit mit jungen BKA-Fahndern gebildet, die hinter das Geheimnis der Waffenlieferung kommen soll. Ein gigantisches Komplott, das bis in die Regierung hineinreicht, wird aufgedeckt.

## Hintergrund
Der gleichnamige Roman von Andreas Pflüger erschien auf Grundlage der Drehbücher 2004 im Herbig Verlag. Für Film und Buch ließ sich der Autor unter anderem vom ehemaligen Chef des Bundeskriminalamtes, Hans-Ludwig Zachert, beraten.

## Auszeichnungen
Hilmar Thate und Martin Feifel wurden für ihre Darstellungen 2002 für den Deutschen Fernsehpreis für den besten Schauspieler nominiert.